# Меженко, Юрий Алексеевич
Юрий Алексеевич Меженко (настоящая фамилия — Иванов-Меженко, укр. Юрій Олексійович Меженко; 18 июня 1892, Харьков — 24 декабря 1969, Киев) —  советский и украинский библиограф, библиотековед, книговед, коллекционер и литературовед.

## Биография
Родился в семье харьковского врача. Фамилию Меженко унаследовал от деда-архитектора со стороны матери.
Выпускник историко-филологического факультета Московского университета (1917). Работал директором Главной книжной палаты в Киеве и председателем Совета всенародной библиотеки Украины при АН УССР (1919—1922), директором Украинского научно-исследовательского института книговедения (1922—1931). Редактор ежеквартальника Библиологические вести (1923—1931).
В 1934—1945 работал в Ленинграде в библиографическом отделе Публичной Библиотеки. В блокаду состоял в комиссии, спасающей книжные сокровища из частных коллекций ленинградских библиофилов.
В 1945—1948 — директор Библиотеки АН УССР, где провёл структурную реорганизацию библиотеки и др. Под его руководством были подготовлены в Киеве и Львовском филиале академической библиотеки репертуарные картотеки, отразившие историю украинской книги за первые 116 лет книгопечатания.
В 1952 вышел на пенсию. Уже будучи пенсионером, завершил работу над 1-м томом «Библиографии периодических изданий России».
В 1960—1962 годах возглавлял в Киеве редакцию библиографии «Украинской советской энциклопедии», собирал материалы для Словаря русских библиографов (1200 имен) и коллекцию портретов библиографов (около 300).
В течение 1911—1969 годов собрал коллекцию «Шевченкианы» — разнообразные материалы, связанные с жизнью и творчеством Тараса Шевченко, насчитывающую более 15 тысяч единиц хранения, которую после смерти Меженко по его завещанию передано в дар Института литературы им. Т. Г. Шевченко АН УССР.
Автор многих трудов по книговедения, библиографии, литературно-театральной критики и по истории украинского театра.
Похоронен на Байковом кладбище в Киеве.